# Diocèse de Bondo
Le diocèse de Bondo est une juridiction territoriale de l'Église catholique en République démocratique du Congo.

## Historique
C'est en 1926 qu'est érigée la préfecture apostolique à partir du vicariat apostolique de l'Uélé occidental ; elle devient vicariat apostolique de Bondo en 1937, puis diocèse de Bondo en 1959.
L'évêque actuel est Mgr Étienne Ung'eyowun Bediwegi, succédant à Mgr Philippe Nkiere Keana (1992-2004), actuel évêque d'Inongo.
Mgr Ung'Eyowum a été ordonné évêque à Bondo le 8 juin 2008. Il a été ordonné le 10 août 1988 comme prêtre du diocèse de Mahagi-Nioka dans la même Province Orientale.

## Ordinaires

### Préfets apostoliques
- Matthieu Konings (1926-1929)
- Frédéric Marie Blessing, O.S.C. (9 janvier 1930 - 2 décembre 1937), promu vicaire apostolique

### Vicaires apostoliques
- Frédéric Marie Blessing, O.S.C. (2 décembre 1937 - octobre 1954)
- André Creemers, O.S.C. (1er janvier 1955 - 10 novembre 1959), promu évêque

### Évêques
- André Creemers, O.S.C. (10 novembre 1959 - 1er septembre 1970)
- Emmanuel Marcel Mbikanye, O.P. (1er septembre 1970 - 20 septembre 1978)
  - Jacques Mbali (23 septembre 1978 - 4 mai 1980), administrateur apostolique
- Marcel Bam’ba Gongoa (28 janvier 1980 - 13 novembre 1992)
  - Philippe Nkiere Keana, C.I.C.M. (15 avril 1991 - 13 novembre 1992), évêque coadjuteur
- Philippe Nkiere Keana, C.I.C.M. (13 novembre 1992 - 27 juillet 2005), nommé évêque d'Inongo
- Etienne Ung’eyowun Bediwegi (depuis le 18 mars 2008)